# Amerikaanse venusschelp
De Amerikaanse venusschelp (Mercenaria mercenaria) is een tweekleppigensoort uit de familie van de venusschelpen (Veneridae). De wetenschappelijke naam van de soort werd in 1758 voor het eerst geldig gepubliceerd door Carl Linnaeus. In het gebied van oorsprong wordt deze soort zeer veel gegeten en staan de dieren bekend als Clams of Quahog.

## Beschrijving
De Amerikaanse venusschelp is een grote tweekleppige (tot 150 mm) die kan worden gevonden in zanderige tot modderige leefomgevingen van het midden van de intergetijdengebieden tot ongeveer 18 meter
diepte. Dikke bolle schelp met gebogen top, concentrische ribben en grovere groeilijnen die aan de voor- en achterzijde lamelvormig zijn. De kleur is vuilwit tot geelgrijs met een witte binnenzijde en een grijsbruine opperhuid. De onderrand is gecreneleerd.

## Verspreiding
De Amerikaanse venusschelp is inheems aan de oostkust van Noord-Amerika, van het zuiden van Florida tot de Saint Lawrencebaai. Het is een belangrijke commerciële schelpdiersoort in zijn oorspronkelijke verspreidingsgebied en is op grote schaal vervoerd met oesters en aquacultuur over de hele wereld. Geïntroduceerde populaties zijn bekend uit de Golf van Mexico, Puerto Rico, Californië, Hawaï, Japan, China, Atlantisch Europa en de Middellandse Zee. In veel geïntroduceerde gebieden is het beperkt tot kleine, beperkte delen van estuaria, wat waarschijnlijk de economische of ecologische effecten ervan beperkt. Dichte populaties kunnen echter aanzienlijke gevolgen hebben door fytoplankton te filteren en voedingsstoffen uit te scheiden, zoals werd gezien in de Californische Colorado-lagune.